# III (альбом Crystal Castles)
| Совокупная оценка    | Совокупная оценка |
| Источник             | Оценка            |
| -------------------- | ----------------- |
| Metacritic           | 77/100            |
| Оценки критиков      |                   |
| Источник             | Оценка            |
| AllMusic             | [ 5 ]             |
| BBC Music            | positive          |
| Consequence of Sound | [ 7 ]             |
| Drowned in Sound     | 8/10              |
| The Guardian         | [ 9 ]             |
| The Independent      | [ 10 ]            |
| NME                  | 9/10              |
| The Observer         | [ 12 ]            |
| Pitchfork Media      | 8.0/10            |

III (стилизовано как (III), также известный как Crystal Castles) — третий студийный альбом канадского электронного дуэта Crystal Castles. Изначально альбом планировалось выпустить 5 ноября 2012 года, но выход релиза был перенесен на 7 ноября.

## Об альбоме
Помимо прочих композиций на альбоме можно найти синглы, которые доступны для бесплатного скачивания на SoundCloud. «Plague» был выпущен 25 июля 2012 года, «Wrath Of God» — 26 сентября 2012 года, «Affection» — 31 октября 2012 года. В сопровождающем видео на песню «Plague» используются кадры из кинофильма Анджея Жулавского 1981 года Одержимая бесом.
(III) был записан в Варшаве. Продюсером пластинки выступил участник Crystal Castles — Итан Кэт.
Кэт рассказал, что записываясь в варшавской студии, они не пользовались компьютерами — только старыми синтезаторами и писали всё напрямую на кассету.

## Обложка альбома
На обложке пластинки помещена фотография испанского фотожурналиста Самуэля Аранда, где запечатлена Фатима аль Кавс, обнимающая своего сына Заида, который страдает от последствий слезоточивого газа, примененного для разгона протестов в Сане в Йемене 15 октября 2011 года.

## Тур
Дата европейского тура в поддержку альбома была объявлена 17 октября 2012 года на официальном сайте группы.

## Список композиций
Слова и музыку всех песен написали Итан Кэт и Элис Гласс.
| №   | Название                | Длительность |
| --- | ----------------------- | ------------ |
| 1.  | «Plague»                | 4:57         |
| 2.  | «Kerosene»              | 3:12         |
| 3.  | «Wrath of God»          | 3:07         |
| 4.  | «Affection»             | 2:36         |
| 5.  | «Pale Flesh»            | 2:58         |
| 6.  | «Sad Eyes»              | 3:27         |
| 7.  | «Insulin»               | 1:46         |
| 8.  | «Transgender»           | 3:04         |
| 9.  | «Violent Youth»         | 4:21         |
| 10. | «Telepath»              | 3:54         |
| 11. | «Mercenary»             | 2:38         |
| 12. | «Child I Will Hurt You» | 3:32         |